# 임실 상이암 부도
임실 상이암 부도(任實 上耳庵 浮屠)은 대한민국 전북특별자치도 임실군, 상이암 내에 있는 부도이다. 부도는 승려의 무덤을 상징하여 그 유골이나 사리를 모셔두는 곳이다. 전체 높이 184㎝, 기단부 높이 46㎝, 탑신 지름 42㎝, 탑신 높이 42㎝이다.
이 암자에는 3기의 부도가 있다. 이중 2기는 전라북도 문화재자료 제124호로, 나머지 1기는 전라북도 유형문화재 제150호로 지정되어 보존되고 있다.

## 전라북도 문화재자료 제124호
상이암의 뒷마당에 자리하고 있는 2기의 부도는 각각 ‘해월당’, ‘두곡당’이라는 호를 가진 두 승려의 사리를 모시고 있다. 두 부도를 세운 시기는 밝혀지지 않고 있다. 1986년 9월 8일 전라북도의 문화재자료 제124호로 지정되었다.

### 해월당 부도
해월당 부도는 하나의 돌로 이루어진 3단의 받침 위로, 항아리 모양을 한 탑신(塔身)의 몸돌을 두고, 지붕돌을 얹었다. 받침돌에는 세련되지 못한 연꽃무늬가 있고, 지붕돌은 여덟 귀퉁이가 위로 살짝 들려 있다. 꼭대기에는 밑부분이 깨진 꽃봉오리 모양의 돌이 놓여 머리장식을 하고 있다.

### 두곡당 부도
두곡당부도는 8각의 받침돌 위로 종모양의 탑신을 올리고, 꽃봉오리 모양의 머리장식을 얹은 구조로, 탑신에는 위아래에 넝쿨무늬를 두어 장식하였다.

## 전라북도 유형문화재 제150호
상이암 내에 있는 이 부도는 모시고 있는 사리의 주인공이 아직 확실히 밝혀지지 않고 있다. 1995년 6월 20일 전라북도의 유형문화재 제150호로 지정되었다.
바닥돌 위로 전체의 무게를 받치기 위한 기단(基壇)을 두고, 그 위로 위아래를 자른 계란모양의 탑몸돌을 올린 후 지붕돌을 얹은 모습인데, 탑몸돌을 제외한 각 부분이 4각의 평면을 기본으로 하고 있다. 지붕돌 꼭대기에는 네모난 받침위로, 둥근모양의 돌과 버섯모양의 돌이 차례로 올려져 길쭉한 머리장식을 이루고 있다. 조선시대에 세운 것으로 추정되며, 각 부분을 이루는 조각이나, 만든 솜씨가 섬세하면서도 뛰어나다.

## 참고 자료
- 상이암부도 (전라북도 문화재자료 제124호) - 국가유산청 국가유산포털
- 상이암부도 (전라북도 유형문화재 제150호) - 국가유산청 국가유산포털